# DirectWrite
 (mars 2023).
Si vous disposez d'ouvrages ou d'articles de référence ou si vous connaissez des sites web de qualité traitant du thème abordé ici, merci de compléter l'article en donnant les références utiles à sa vérifiabilité et en les liant à la section « Notes et références ».
 (mars 2023).
DirectWrite est une interface de programmation de composition de texte et d’affichage de glyphe de Microsoft. Il a été conçu [Quand ?] pour remplacer GDI/GDI+ et Uniscribe pour l’affichage de texte sur écran numérique, et a été distribué avec Windows 7, Windows 8, Windows Server 2008 R2 et disponible avec une mise à jour pour Windows Vista et Windows Server 2008 R2. Microsoft Office 2013 peut utiliser Direct2D avec DirectWrite ou GDI avec Uniscribe.